# Сисин, Михаил Фёдорович
Михаил Фёдорович Сисин (17 ноября 1926, дер. Ново-Ивановка Стерлитамакского района Башкирской АССР — 17 августа 2009, дер. Красное Тверская область) — советский учёный-химик, доктор технических наук, первый генеральный директор ОАО «Газпром нефтехим Салават». Участник Великой Отечественной войны.

## Биография
М. Ф. Сисин родился 17 ноября 1926 года в деревне Ново-Ивановка Стерлитамакского района Башкирской АССР.
В 1943 г. окончил 9 классов в Уфе и был призван в армию. М. Ф. Сисин участвовал в Великой Отечественной войны против Японии. Находясь на службе в армии закончил 10-й класс средней школы.
После демобилизации в 1950 году поступил в Уфимский нефтяной институт, который с отличием окончил в 1955 г. по специальности «Технология переработки нефти и газа».
Трудовую деятельность начал на комбинате № 18 г. Салавата, куда прибыл по распределению после окончания института в 1955 году. На комбинате он работал инженером-технологом, начальником установки гидроформинга, старшим инженером цеха № 11 нефтеперерабатывающего завода комбината № 18.
В 1959 году назначен начальником вновь организованного опытно-исследовательского цеха. В начале 60-х годов на основании исследований, проведенных в центральной лаборатории и ОИЦ, М. Ф. Сисин и его коллеги разработали процесс непрерывного получения аэрогеля — высококачественного теплоизолятора для низкотемпературных процессов. В 1967 году по указанной работе защитил кандидатскую диссертацию.
В 1961 году Сисин становится заместителем главного инженера комбината по производству полиэтилена высокого давления, в 1963 году-начальником производства полиэтилена. В 1965 году Сисин М. Ф. назначен зам. главного инженера, затем главным инженером комбината. В 1969 г. становится начальником комбината № 18. С 1972 году, в связи с упразднением должности «начальник комбината» и введением должности «генеральный директор» становится первым генеральным директором комбината, впоследствии ПО «Салаватнефтеоргсинтез» и Газпром нефтехим Салават.
При Сисине проводилось освоение производства полиэтилена, аммиака и карбамида, гидроочистки дизельного топлива, бутиловых и жирных спиртов, окиси этилена, комплекса этилбензол-стирол-полистирол, метилэтилкетона (МЭК), платформинга и др.

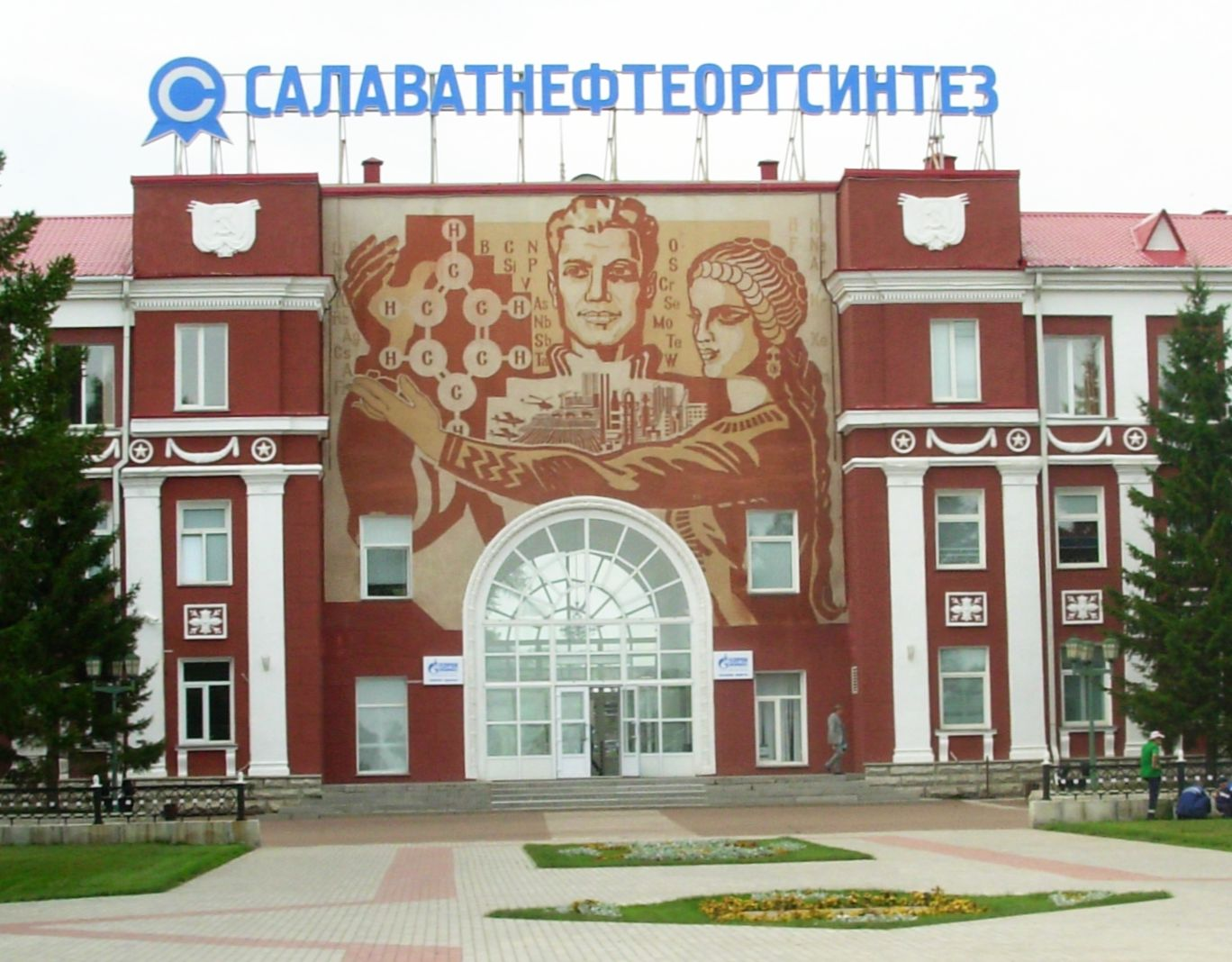
Административное здание Газпром нефтехим Салават

Является одним из создателей топлива для космических ракет — диметилгидразина.
При непосредственном участии М. Ф. Сисина на комбинате была проведена хозяйственная реформа, вошедшая в практику под названием «Башкирский экономический эксперимент» (1969—1971), позволившая значительно увеличить объём производства.
В 1972 году Президиум Верховного Совета СССР присвоил Салаватскому нефтехимическому комбинату имя «50-летия СССР».
М. Ф. Сисин активно участвовал в общественной жизни города Салавата и республики Башкортостан. В 1965 г. он избирается членом Салаватского ГК КПСС, в 1967—1991 годах — депутатом Салаватского городского Совета народных депутатов, в 1967 году — депутатом Верховного Совета БАССР. Сисин М. Ф. был депутатом Верховного Совета СССР 9 созыва.
В 1975 году Сисин назначается первым зам. министра МНХП СССР, где проработал до 1985 г. Получил степень доктора технических наук, является признанным ученым не только в России, но и в других странах мира.
Умер 17 августа 2009 г. Похоронен в Москве. На стене дома в Салавате, где жил Сисин М. Ф., установлена мемориальная доска.

## Награды
- Медаль «За победу над Германией» (1945)
- Медаль «За победу над Японией» (1945 г)
- Орден «Знак Почёта» (1963)
- Орден Ленина (1971) — за успешное выполнение заданий 8-й пятилетки по развитию НП и НХП СССР
- Значок «Отличник нефтеперерабатывающей и нефтехимической промышленности СССР» (1967)
- Медаль «За доблестный труд»
- Орден Октябрьской Революции (1975)
- Орден Отечественной войны II степени (1985 г.)
- За внедрение изобретения, которое было создано после 1973 года вручен нагрудный знак «Изобретатель СССР»
- Почетная грамота МНХП СССР и ЦК профсоюза отрасли (1973)
- Медаль «Ветеран труда».

## Публикации
М. Ф. Сисин соавтор 10 статей, 5 изобретений , ряда рационализаторских предложений.
- Авторское свидетельство СССР № 525707 от 25.08.1976 г. Способ получения олигомеров изобутилена. Соавторы: РАФИКОВ САГИД РАУФОВИЧ, СИСИН МИХАИЛ ФЕДОРОВИЧ, КИРИЛЛОВ АЛЕКСЕЙ ПЕТРОВИЧ, ЯНУ АНТОН ЮЗЕФОВИЧ, ПУШКАРЕВ ГЕННАДИЙ АЛЕКСАНДРОВИЧ, ПЛИСОВ АНАТОЛИЙ ВАСИЛЬЕВИЧ, РОГОВА НИНЕЛЬ НАУМОВНА, МИНСКЕР КАРЛ САМОЙЛОВИЧ, САНГАЛОВ ЮРИЙ АЛЕКСАНДРОВИЧ